# Valerie Brisco-Hooks
Valerie Brisco (Valerie Ann Brisco, während ihrer Ehe Brisco-Hooks; * 6. Juli 1960 in Greenwood, Mississippi) ist eine ehemalige US-amerikanische Sprinterin und dreifache Olympiasiegerin.

## Karriere
Bei den Olympischen Spielen 1984 in Los Angeles gewann sie die Goldmedaille im 200-Meter-Lauf vor Florence Griffith-Joyner (USA) und Merlene Ottey (JAM). Ebenso gewann sie die Goldmedaille im 400-Meter-Lauf vor Chandra Cheeseborough (USA) und Kathy Smallwood-Cook (GBR), sowie die Mannschaftsgoldmedaille im 4-mal-400-Meter-Staffellauf zusammen mit ihren Teamkolleginnen Lillie Leatherwood, Sherri Howard und Chandra Cheeseborough.
Bei den Weltmeisterschaften 1987 belegte sie mit der 4-mal-400-Meter-Staffel den dritten Platz. Neben Marie-José Perec bei den Olympischen Spielen 1996 ist sie die einzige Frau, die bei einer olympischen Veranstaltung sowohl die 200 als auch die 400 Meter gewonnen hat.
1981 heiratete sie den Footballspieler Alvin Hooks. Die Ehe, aus der ein Sohn hervorging, wurde 1987 geschieden.

## Auszeichnungen
- 1984: Weltsportlerin des Jahres (La Gazzetta dello Sport)